# Dysdera richteri
Dysdera richteri is een spinnensoort in de taxonomische indeling van de celspinnen (Dysderidae).
Het dier behoort tot het geslacht Dysdera. De wetenschappelijke naam van de soort werd voor het eerst geldig gepubliceerd in 1956 door Charitonov.